# Steve Tibbetts
Steve Tibbetts (* 1954 in Minneapolis) ist ein US-amerikanischer Gitarrist und Komponist, der auf seinen Studioproduktionen Elemente aus ethnischer Musik und Rock mit Weltjazz mischt und gelegentlich auch Kendang und Kalimba spielt.

## Leben und Wirken
Tibbetts erlernte die Gitarre als Autodidakt und bewegte sich zunächst in der Folk-Szene. 1976 veröffentlichte er sein Debütalbum. Mit seinem als Abschlussarbeit auf dem College entstandenen zweiten Album YR, auf dem er bis zu zwanzig Gitarren im Overdubbing montierte und das vom Down Beat mit fünf Sternen ausgezeichnet wurde, erreichte er erstmals das breite Publikum; dieses zunächst im Eigenverlag veröffentlichte Album wurde in das Programm von ECM übernommen. In seinen Alben sind Einflüsse der Musik Indonesiens und von Nepal, mit denen Tibbetts sich seit seinem Studium beschäftigt, erkennbar. Er ist vor allem durch seine Studioproduktionen, an denen fast immer Perkussionist Marc Anderson beteiligt war, bekannt geworden und nur selten auf Tournee gewesen. „Jenseits des Mainstreams von Jazz, Rock und Folk“, so der Musikjournalist Michael Engelbrecht, „verzaubert das Soundgebräu von Tibbetts mit einer irritierenden Mixtur aus ausgefuchster Studiotüftelei und frei fließenden, improvisationsfreudigen Klangideen.“

## Diskographische Hinweise
- YR  (Frammis/ECM, 1980, mit Bob Hughes, Marc Anderson, Marcus Wise, Steve Cochrane)
- Northern Song (ECM, 1982 mit Marc Anderson)
- Safe Journey (ECM, 1984, mit Bob Hughes, Marc Anderson, Steve Cochrane)
- Exploded View (ECM, 1986, mit Bob Hughes, Marc Anderson, Bruce Henry, Claudia Schmidt, Jan Reimer)
- Big Map Idea (ECM, 1989 mit Michelle Kinney, Marc Anderson, Marcus Wise)
- The Fall of Us All (ECM, 1994, mit Mike Olson, Eric Anderson, Jim Anton, Marc Anderson, Marcus Wise, Claudia Schmidt, Rhea Valentine)
- Chö mit Chöying Drölma (Hannibal, 1997)
- Knut Hamre & Steve Tibbetts Å (Hannibal, 1999, mit Marc Anderson)
- A Man about a Horse (ECM, 2002, mit Jim Anton, Marc Anderson, Marcus Wise)[1]
- Chöying Drolma & Steve Tibbetts Selwa (Six Degrees 2004, mit Marc Anderson, Lodro Sangmo, Sherab Palmo)
- Natural Causes (ECM, 2010, mit Marc Anderson)[2]
- Life of (ECM, 2018, mit Michelle Kinney, Marc Anderson)[3]

## Lexigraphische Einträge
- Martin Kunzler: Jazz-Lexikon. Band 2: M–Z (= rororo-Sachbuch. Bd. 16513). 2. Auflage. Rowohlt, Reinbek bei Hamburg 2004, ISBN 3-499-16513-9.